# Fortitudo Mozzecane Calcio Femminile 2017-2018
Questa voce raccoglie le informazioni riguardanti la Associazione Sportiva Dilettantistica Fortitudo Mozzecane Calcio Femminile nelle competizioni ufficiali della stagione 2017-2018.

## Rosa
Rosa, ruoli e numeri di maglia tratti dal sito societario e dal sito Football.it, aggiornata al 23 gennaio 2018.
| N. |                   | Ruolo | Calciatrice             |
| -- | ----------------- | ----- | ----------------------- |
| 1  | Italia (bandiera) | P     | Francesca Olivieri      |
| 3  | Italia (bandiera) | D     | Giulia Caliari          |
| 4  | Italia (bandiera) | C     | Valeria Dal Molin       |
| 5  | Italia (bandiera) | D     | Francesca Salaorni      |
| 6  | Italia (bandiera) | D     | Nana Yaa Welbeck-Maseko |
| 7  | Italia (bandiera) | A     | Rachele Peretti         |
| 8  | Italia (bandiera) | A     | Angela Mele             |
| 8  | Italia (bandiera) | C     | Chiara De Vincenzi      |
| 9  | Italia (bandiera) | A     | Alice Martani           |
| 10 | Italia (bandiera) | C     | Zoe Caneo               |
| 11 | Italia (bandiera) | A     | Martina Gelmetti        |
| 12 | Italia (bandiera) | P     | Vanessa Venturini       |
| 13 | Italia (bandiera) | D     | Alessia Pecchini        |
| 14 | Italia (bandiera) | D     | Letizia Malvezzi        |

| N. |                   | Ruolo | Calciatrice       |
| -- | ----------------- | ----- | ----------------- |
| 15 | Italia (bandiera) | D     | Elisa Fasoli      |
| 16 | Italia (bandiera) | D     | Lucia Bonfante    |
| 17 | Italia (bandiera) | C     | Francesca Signori |
| -  | Italia (bandiera) | P     | Giulia Adami      |
| -  | Italia (bandiera) | P     | Martina Perina    |
| -  | Italia (bandiera) | D     | Desirè Marconi    |
| -  | Italia (bandiera) | D     | Chiara Mele       |
| -  | Italia (bandiera) | C     | Sara Bottigliero  |
| -  | Italia (bandiera) | C     | Silvia Carraro    |
| -  | Italia (bandiera) | A     | Deila Boni        |
| -  | Italia (bandiera) | A     | Beatrice Piovani  |
| -  | Italia (bandiera) | A     | Carolina Rotondo  |
| -  | Italia (bandiera) | A     | Chiara Tinelli    |

## Calciomercato

### Sessione estiva
| Acquisti | Acquisti         | Acquisti               | Acquisti   |
| R.       | Nome             | da                     | Modalità   |
| -------- | ---------------- | ---------------------- | ---------- |
| D        | Desirè Marconi   | AGSM Verona            | definitivo |
| C        | Silvia Carraro   | Azzurra San Bartolomeo | definitivo |
| A        | Martina Gelmetti | Neunkirch              | svincolata |
| A        | Carolina Rotondo | Imolese                | definitivo |

| Cessioni | Cessioni         | Cessioni          | Cessioni   |
| R.       | Nome             | a                 | Modalità   |
| -------- | ---------------- | ----------------- | ---------- |
| A        | Beatrice Piovani | Pro San Bonifacio | definitivo |

## Risultati

### Coppa Italia

#### Primo turno
Accoppiamento A6
| Arbitro: | Valerio Bertuzzi (Piacenza) |

|                         |           |                |
| Kongoulī 9’, 24’ (rig.) | Marcatori | 90+3’ Gelmetti |

| Arbitro: | Giacomo Lencioni (Lucca) |

|  |           |             |
|  | Marcatori | 53’ Ambrosi |

## Statistiche

### Statistiche di squadra
| Competizione | Punti | In casa | In casa | In casa | In casa | In casa | In casa | In trasferta | In trasferta | In trasferta | In trasferta | In trasferta | In trasferta | Totale | Totale | Totale | Totale | Totale | Totale | DR  |
| Competizione | Punti | G       | V       | N       | P       | Gf      | Gs      | G            | V            | N            | P            | Gf           | Gs           | G      | V      | N      | P      | Gf     | Gs     | DR  |
| ------------ | ----- | ------- | ------- | ------- | ------- | ------- | ------- | ------------ | ------------ | ------------ | ------------ | ------------ | ------------ | ------ | ------ | ------ | ------ | ------ | ------ | --- |
| Serie B      | 65    | 15      | 8       | 6       | 1       | 37      | 11      | 15           | 11           | 2            | 2            | 48           | 17           | 30     | 19     | 8      | 3      | 85     | 28     | +57 |
| Coppa Italia | -     | 1       | 0       | 0       | 1       | 0       | 1       | 1            | 0            | 0            | 1            | 1            | 2            | 2      | 0      | 0      | 2      | 1      | 3      | -2  |
| Totale       | -     | 16      | 8       | 6       | 2       | 37      | 12      | 16           | 11           | 2            | 3            | 49           | 19           | 32     | 19     | 8      | 5      | 86     | 31     | +55 |

### Andamento in campionato
| Giornata  | 1 | 2 | 3 | 4 | 5 | 6 | 7 | 8 | 9 | 10 | 11 | 12 | 13 | 14 | 15 | 16 | 17 | 18 | 19 | 20 | 21 | 22 | 23 | 24 | 25 | 26 | 27 | 28 | 29 | 30 |
| --------- | - | - | - | - | - | - | - | - | - | -- | -- | -- | -- | -- | -- | -- | -- | -- | -- | -- | -- | -- | -- | -- | -- | -- | -- | -- | -- | -- |
| Luogo     |   |   |   |   |   |   |   |   |   |    |    |    |    |    |    |    |    |    |    |    |    |    |    |    |    |    |    |    |    |    |
| Risultato |   |   |   |   |   |   |   |   |   |    |    |    |    |    |    |    |    |    |    |    |    |    |    |    |    |    |    |    |    |    |
| Posizione |   |   |   |   |   |   |   |   |   |    |    |    |    |    |    |    |    |    |    |    |    |    |    |    |    |    |    |    |    | 2  |

Legenda:

Luogo: C = Casa; T = Trasferta. Risultato: V = Vittoria; N = Pareggio; P = Sconfitta.

### Statistiche delle giocatrici
| Giocatore            | Serie B  | Serie B | Serie B     | Serie B    | Coppa Italia | Coppa Italia | Coppa Italia | Coppa Italia | Totale   | Totale | Totale      | Totale     |
| Giocatore            | Presenze | Reti    | Ammonizioni | Espulsioni | Presenze     | Reti         | Ammonizioni  | Espulsioni   | Presenze | Reti   | Ammonizioni | Espulsioni |
| -------------------- | -------- | ------- | ----------- | ---------- | ------------ | ------------ | ------------ | ------------ | -------- | ------ | ----------- | ---------- |
| G. Adami             | 0        | 0       | 0           | 0          | ?            | ?            | ?            | ?            | 0+       | 0+     | 0+          | 0+         |
| L. Bonfante          | 17       | 1       | 0           | 0          | ?            | ?            | ?            | ?            | 17+      | 1+     | 0+          | 0+         |
| D. Boni              | 10       | 0       | 1           | 0          | ?            | ?            | ?            | ?            | 10+      | 0+     | 1+          | 0+         |
| S. Bottigliero       | 20       | 2       | 0           | 0          | ?            | ?            | ?            | ?            | 20+      | 2+     | 0+          | 0+         |
| G. Caliari           | 29       | 0       | 2           | 0          | ?            | ?            | ?            | ?            | 29+      | 0+     | 2+          | 0+         |
| Z. Caneo             | 26       | 3       | 2           | 0          | ?            | ?            | ?            | ?            | 26+      | 3+     | 2+          | 0+         |
| S. Carraro           | 25       | 5       | 2           | 0          | ?            | ?            | ?            | ?            | 25+      | 5+     | 2+          | 0+         |
| V. Dal Molin         | 15       | 2       | 0           | 0          | ?            | ?            | ?            | ?            | 15+      | 2+     | 0+          | 0+         |
| C. De Vincenzi       | 5        | 1       | 0           | 0          | ?            | ?            | ?            | ?            | 5+       | 1+     | 0+          | 0+         |
| E. Fasoli            | 10       | 0       | 0           | 0          | ?            | ?            | ?            | ?            | 10+      | 0+     | 0+          | 0+         |
| M. Gelmetti          | 29       | 12      | 1           | 0          | ?            | 1            | ?            | ?            | 29+      | 13     | 1+          | 0+         |
| L. Malvezzi          | 8        | 0       | 0           | 0          | ?            | ?            | ?            | ?            | 8+       | 0+     | 0+          | 0+         |
| D. Marconi           | 23       | 1       | 1           | 0          | ?            | ?            | ?            | ?            | 23+      | 1+     | 1+          | 0+         |
| A. Martani           | 30       | 26      | 0           | 0          | ?            | ?            | ?            | ?            | 30+      | 26+    | 0+          | 0+         |
| A. Mele              | 3        | 0       | 0           | 0          | ?            | ?            | ?            | ?            | 3+       | 0+     | 0+          | 0+         |
| C. Mele              | 19       | 1       | 1           | 0          | ?            | ?            | ?            | ?            | 19+      | 1+     | 1+          | 0+         |
| F. Olivieri          | 21       | -18     | 0           | 0          | ?            | ?            | ?            | ?            | 21+      | -18+   | 0+          | 0+         |
| A. Pecchini          | 25       | 4       | 1           | 0          | ?            | ?            | ?            | ?            | 25+      | 4+     | 1+          | 0+         |
| R. Peretti           | 29       | 15      | 1           | 0          | -            | ?            | -            | -            | 29       | 15+    | 1           | 0          |
| M. Perina            | 0        | 0       | 0           | 0          | ?            | ?            | ?            | ?            | 0+       | 0+     | 0+          | 0+         |
| B. Piovani           | 10       | 2       | 0           | 0          | ?            | ?            | ?            | ?            | 10+      | 2+     | 0+          | 0+         |
| C. Rotondo           | 13       | 4       | 0           | 0          | ?            | ?            | ?            | ?            | 13+      | 4+     | 0+          | 0+         |
| F. Salaorni          | 28       | 4       | 5           | 0          | -            | ?            | -            | -            | 28       | 4+     | 5           | 0          |
| F. Signori           | 27       | 0       | 2           | 0          | ?            | ?            | ?            | ?            | 27+      | 0+     | 2+          | 0+         |
| C. Tinelli           | 3        | 0       | 0           | 0          | ?            | ?            | ?            | ?            | 3+       | 0+     | 0+          | 0+         |
| V. Venturini         | 9        | -10     | 0           | 0          | ?            | ?            | ?            | ?            | 9+       | -10+   | 0+          | 0+         |
| N. Y. Welbeck-Maseko | 27       | 0       | 1           | 0          | ?            | ?            | ?            | ?            | 27+      | 0+     | 1+          | 0+         |